# Tecoltepec
Tecoltepec är en ort i Mexiko.   Den ligger i kommunen Cuetzalan del Progreso och delstaten Puebla, i den sydöstra delen av landet, 180 km öster om huvudstaden Mexico City. Tecoltepec ligger 361 meter över havet och antalet invånare är 429.
Terrängen runt Tecoltepec är huvudsakligen kuperad, men åt nordost är den platt. Runt Tecoltepec är det tätbefolkat, med 383 invånare per kvadratkilometer. Närmaste större samhälle är Olintla, 17,3 km väster om Tecoltepec. I omgivningarna runt Tecoltepec växer huvudsakligen savannskog.